# Clédou
Pour l'homme politique français, voir Jean Clédou.
Le Clédou est un cours d'eau de France, affluent de la Mare.

## Géographie
Le Clédou prend sa source sur la commune de Graissessac dans l'Hérault.
Long de 6,7 kilomètres, il se jette dans la Mare à Saint-Étienne-Estréchoux.